# Nunatak Karlik
Nunatak Karlik (Transkription von russisch Нунатак Карлик ‚Zwergnunatak‘) ist ein Nunatak im ostantarktischen Mac-Robertson-Land. Er ragt in den Prince Charles Mountains auf.
Russische Wissenschaftler benannten ihn deskriptiv.